# Gerald Mayr
Gerald Mayr é um pesquisador alemão especializado em paleontologia e ornitologia. Mayr adquiriu seu doutorado em 1997 pela Universidade Humboldt de Berlim, por seu trabalho sobre coraciiformes, piciformes e aves de pequeno porte datadas do Eoceno Médio. É membro da curadoria do Museu de História Natural de Senckenberg, em Frankfurt am Main, estado de Hesse, onde trabalha desde 1997 aos dias atuais.

## Trabalho
Desde sua graduação na Universidade de Berlim, Gerald Mayr publicou uma série extensa de trabalhos sobre filogenética molecular e sobre os fósseis de aves do Paleogeno, principalmente no Rupeliano e Oligoceno, da Europa, encontrando e descrevendo uma quantidade significativa de espécies paleogénicas. É um especialista na avifauna pré-histórica do sítio fossilífero de Messel. Em 1997, defendeu sua tese de doutorado sobre "Pequenos pássaros semelhantes a tarambolas e pica-paus do Eoceno Médio em Messel (Hesse, Alemanha)", estudo que seria publicado formalmente um ano depois, em 1998.
Entre suas descrições de destaque estão, entre 1999 e 2014, as espécies Pumiliornis tessellatus, que se destaca por ser um fóssil da primeira ave nectarívora conhecida; Eurotrochilus inexpectantus, uma ave descoberta no final da década de 2000, sendo um dos primeiros beija-flores conhecidos, assim como o primeiro espécime de um troquilídeo de distribuição geográfica na Europa Central. Uma outra descoberta de destaque seria a pseudodentada Pelagornis chilensis, conhecida por ser um dos maiores fósseis de aves existentes. Ainda, foi um dos responsáveis pela descoberta do décimo primeiro espécime de Archaeopteryx, encontrando evidências empíricas do relacionamento destas aves com os terópodes (como Deinonychosauria ou Dromaeosauridae). Além disso, a descoberta também carecia de uma característica clara de ave que anteriormente era negligenciada nos outros espécimes ou não era tão claramente visível: o dedo traseiro não está apontando para trás, mas aberto para o lado.
Gerald Mayr publicou seus estudos em uma série de publicações periódicas especializadas de grande importância, como a revista The Auk, publicada pela American Ornithologists' Union, sua correspondente anglo-saxônica publicada pela British Ornithologists' Union, The Ibis, assim como publicações as especializadas em paleontologia, Naturwissenschaften e Paleontology, assim como o Journal of Zoological Systematics and Evolutionary Research.

## Publicações
- Mayr, Gerald (2009). Paleogene Fossil Birds. Berlin: Springer Science & Business Media. p. 115. ISBN 978-3540896272. OCLC 405547688
- Mayr, Gerald (dezembro de 2007). «Paläogene Vögel. Die Vogelschar vor Fink und Star». Biologie in unserer Zeit (6): 376–382. ISSN 0045-205X. doi:10.1002/biuz.200610353. Consultado em 20 de janeiro de 2023
- Peters, D. Stefan; Mayr, Gerald; Böhm, Karin (2004). «Ausgestorbene und gefährdete Vögel in den Sammlungen des Forschungsinstitutes und Naturmuseums Senckenberg. Ernst Mayr zum hundertsten Geburtstag gewidmet». Abhandlungen der Senckenbergischen Naturforschenden Gesellschaft. 560. Consultado em 20 de janeiro de 2023